# Cubillas de Santa Marta
Cubillas de Santa Marta est une commune de la province de Valladolid dans la communauté autonome de Castille-et-León en Espagne.

## Sites et patrimoine

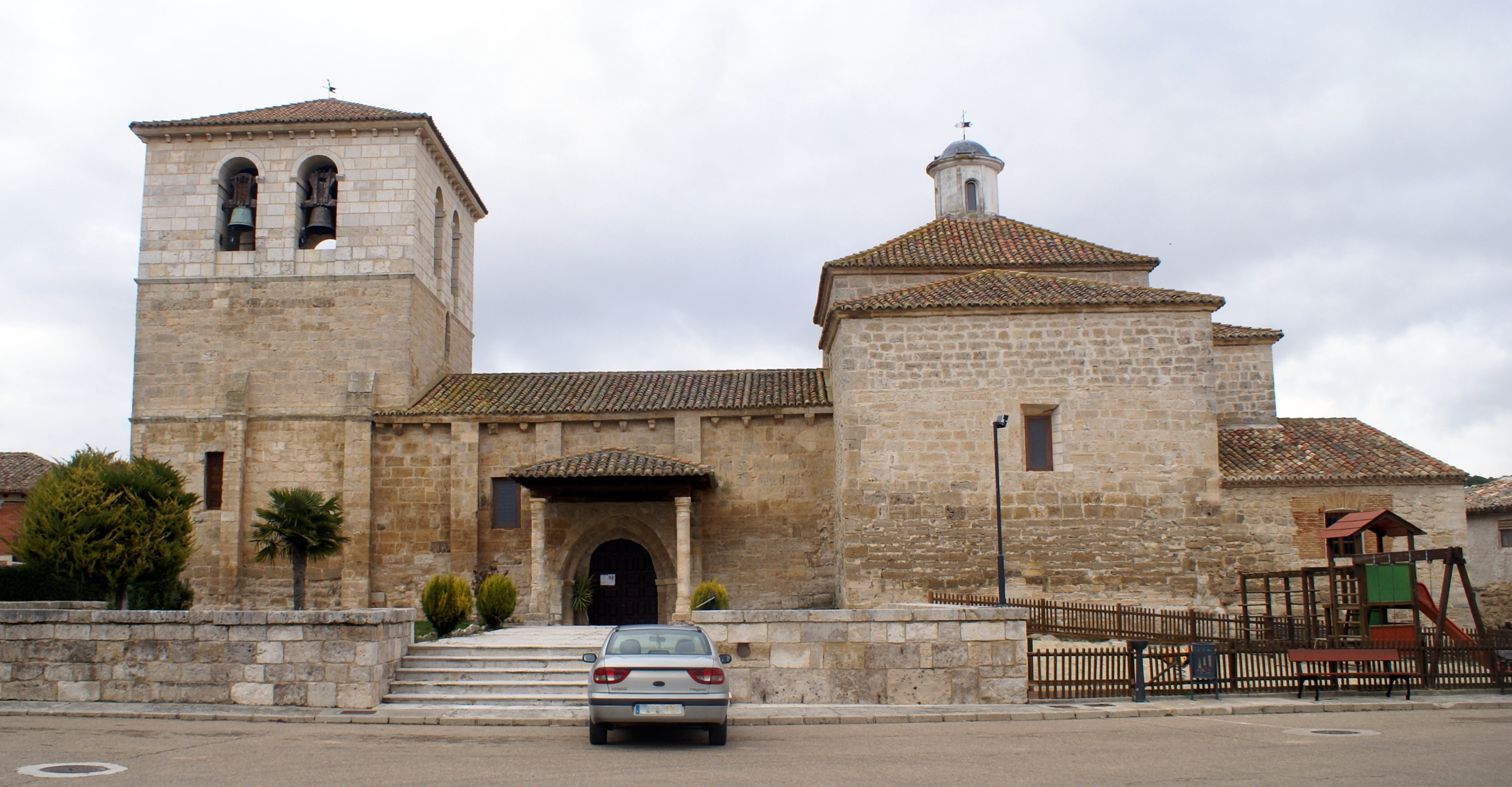
Église Santa María.
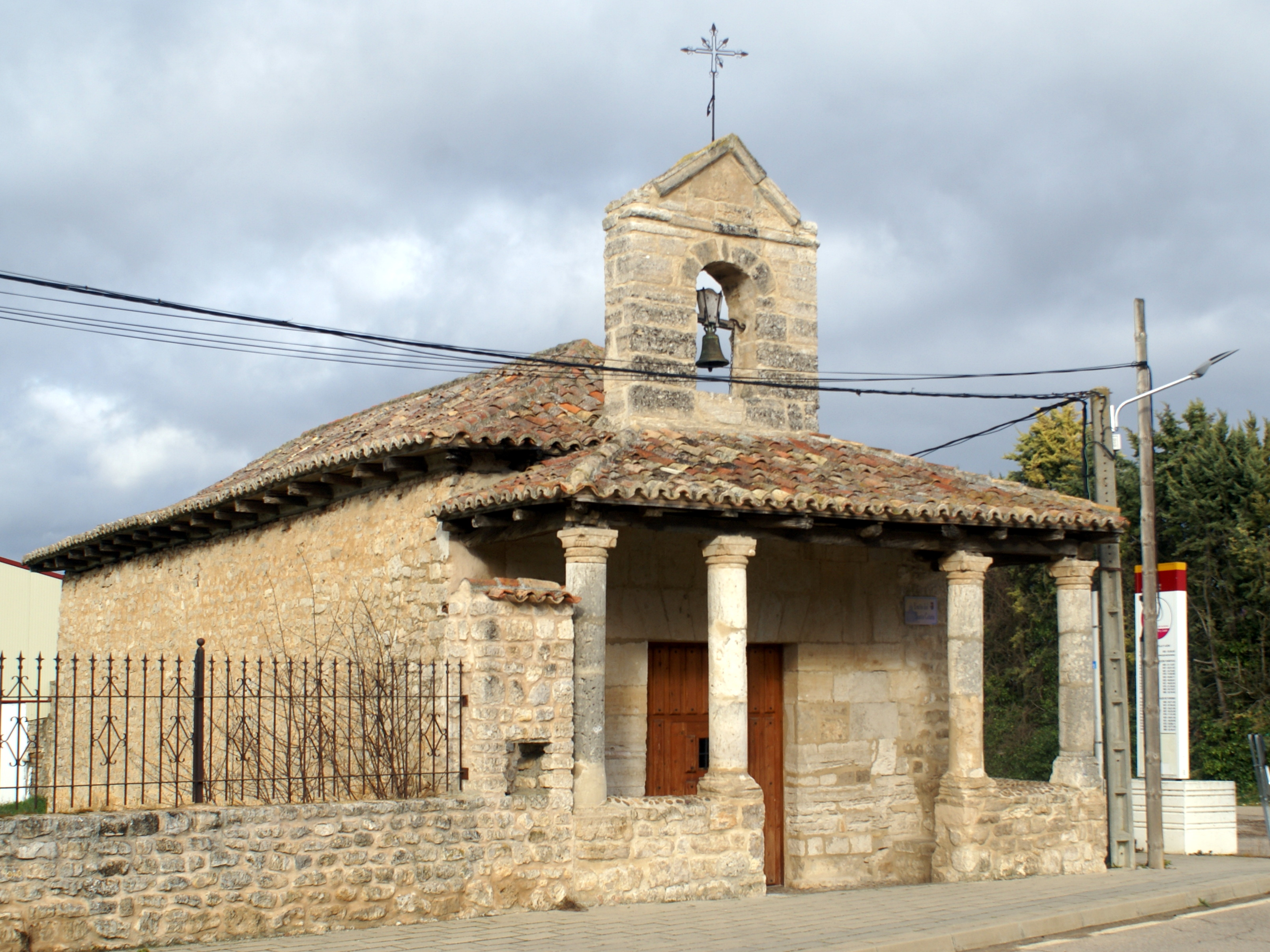
Chapelle del Santo Cristo.

- Église Santa María.
- Chapelle del Santo Cristo.